# Sportovní letadlo

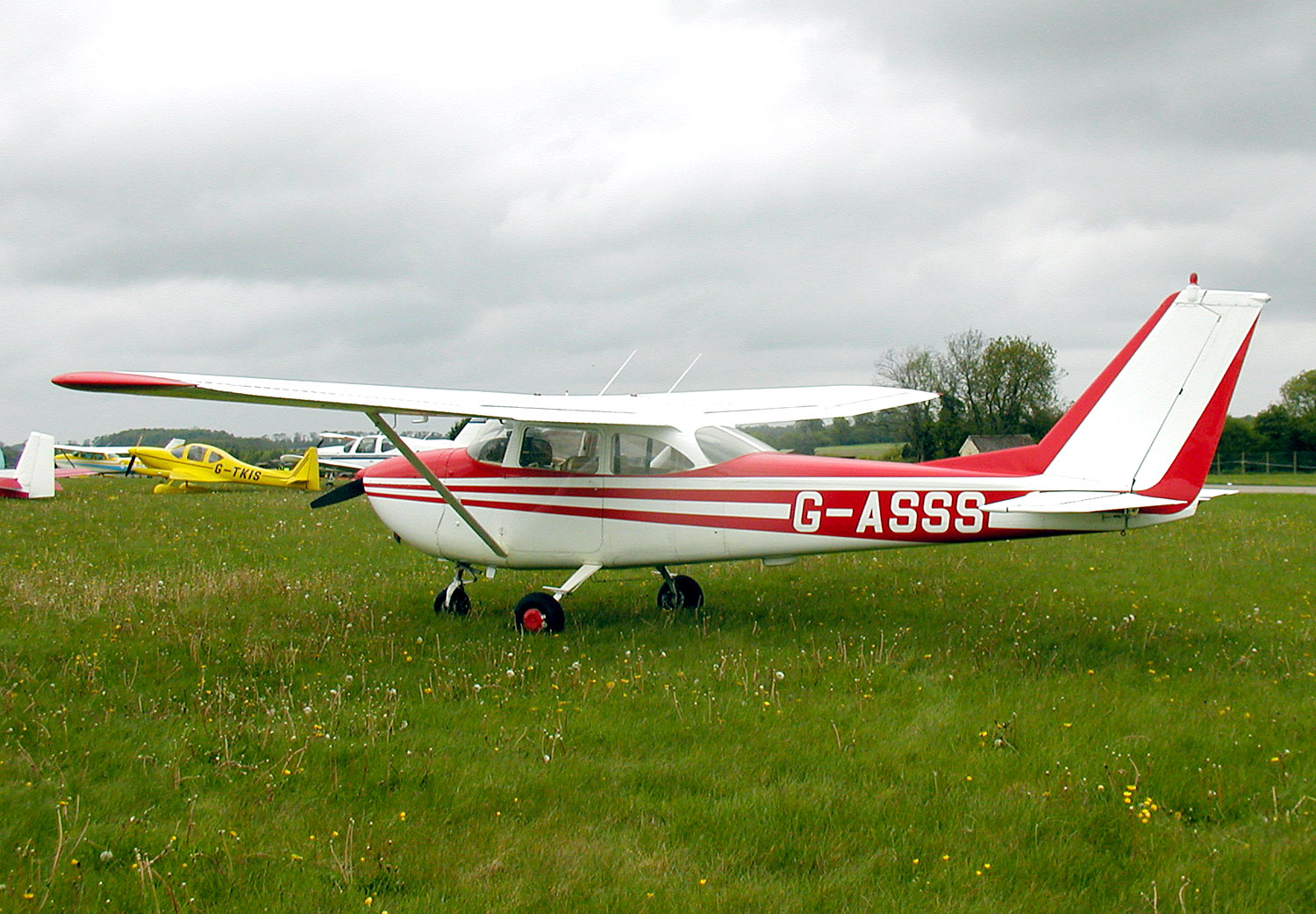
Letadlo Cessna vhodný prostředek pro začátečníky v létání.

Sportovní letadlo je typ letadla navržený pro rekreační nebo soutěžní létání. Obdobně jako sportovní auto je toto letadlo většinou malé, s místem pouze pro pilota nebo snad možná ještě pro jednoho pasažéra. Sportovní letadla mohou být navržena jako akrobatická a/nebo pro letecké soutěže; některá z nich jsou „po domácku“ postavena svými majiteli, jiná jsou upravena z původně vojenských letadel; takový letoun se pak nazývá warbird.
Termín sportovní letadlo byl popularizován novou kategorií FAA lehkých sportovních letadel.